# Princípio variacional
O princípio variacional é um princípio científico utilizado com o cálculo de variações, os quais desenvolvem métodos para encontrar funções que minimizem ou maximizem os valores de quantidades que dependam de tais funções. Por exemplo, para responder a questão: "Qual é o formato de uma corrente suspensa pelas pontas?" Pode-se utilizar o princípio variacional no qual o formato necessite minimizar a energia do potencial gravitacional
Segundo Cornelius Lanczos, qualquer lei física que possa ser expressa como um princípio variacional descreve uma expressão autoadjunta.
O Programa de Erlangen, de Felix Klein, tentou identificar os invariantes sob um grupo de transformações. Os resultados obtidos ficaram conhecidos como o Teorema de Noether.

## Teorias que utilizam o princípio variacional
- Princípio de Fermat na óptica geométrica
- Princípio da mínima ação na mecânica clássica, teoria eletromagnética e mecânica quântica
- Princípio de Maupertuis na mecânica clássica
- Equações de campo de Einstein utiliza na ação de Einstein–Hilbert

## Leitura recomendada
- Griffiths, David J (2004). Introduction to Quantum Mechanics 2ª ed. [S.l.]: Prentice Hall. 0-13-805326-X